# Isak Nils Isaksen
Pour les articles homonymes, voir Isaksen.
Isak Nils Isaksen, né le 19 décembre 1842 à Tromsø où il est mort le 9 février 1920, est un navigateur norvégien connu pour ses voyages en Arctique.

## Biographie
Isaksen est embarqué pour les mers de l'Arctique à l'âge de 15 ans. En 1864, il devient pilote à Trondheim et la même année, est affecté comme pilote sur la goélette Aksel Thorsen affrétée par Adolf Erik Nordenskiöld pour une expédition scientifique au Spitzberg,.
En 1870, il dirige la goélette Skjøn Valborg louée par Karl von Waldburg-Zeil et Theodor von Heuglin, lors d'une expédition scientifique sur la côte est du Spitzberg, où Edgeøya et Bjørnøya, en particulier, sont explorées.
Le 6 juin 1871, il part de Tromsø et explore la Nouvelle-Zemble jusqu'au promontoire de Hooft.
En 1875, il conduit le yacht Prøven de Nordenskiöld dans une expédition sur l'Ienisseï. Le navire atteint l'embouchure du fleuve avant de revenir à Tromsø à l'automne. Nordenskiöld continue de remonter de son côté le cours d'eau dans un petit bateau à rames avant de retourner par voie terrestre à Stockholm.
Isaksen dirige ensuite le Prøven pour des campagnes de pêche en mer Blanche et autour de la Nouvelle-Zemble jusqu'en 1885, date à laquelle il fait naufrage sur la côte ouest de la Nouvelle-Zemble. De 1886 à 1892, il dirige le Tromsdalstind dans de nouvelles campagnes en Arctique puis quitte le métier de patron de pêche pour servir comme pilote de cargos, tant au Spitzberg qu'en Sibérie.
Il participe en 1892 à une expédition anglo-russe sur l'Ienisseï avec quatre autres pilotes. En 1896, Isaksen est le pilote de l'expédition de Salomon August Andrée au Spitzberg.

## Hommage
- Isaksenøya a été nommée en son honneur[7].